# Paolo Nutini
Paolo Nutini (ur. 9 stycznia 1987 w Paisley) - szkocki piosenkarz i autor tekstów.

## Kariera muzyczna
Jego ojciec, Alfredo, ma włoskie korzenie. Jego matka, Linda, jest pochodzącą z Glasgow Szkotką. Nutini zawdzięcza ojcu wychowanie muzyczne, bazujące na utworach klasycznych i szkockiej muzyce tradycyjnej.

On był wielkim miłośnikiem muzyki. - powiedział Nutini. - Uwielbiał pianino, interesował się operą. To bardzo zachęcało mnie do śpiewania. Zawsze chciał mieć kogoś w rodzinie, kto będzie tworzył muzykę stamtąd, gdzie on mieszka. Wiem, że jest ze mnie dumny.

W wieku 16 lat założył zespół. Następnie przeprowadził się do Londynu i zarabiał na życie grając w pubach.
Charakterystyczna barwa głosu sprawiła, że w wieku 18 lat otrzymał propozycję kontraktu na nagranie solowego materiału ze strony Atlantic Records. Dzięki współpracy z producentem muzycznym Kenem Nelsonem, w 2006 roku ukazał się jego debiutancki album These Streets, wypełniony balladami, przeplatanymi rockowymi, surowymi fragmentami i bluesowym wokalem. Jeśli chodzi o teksty, większość z nich (w tym singlowe Rewind i Jenny Don't Be Hasty), jest inspirowana burzliwymi związkami piosenkarza. Wspomniana Jenny... jest autentyczną, biograficzną historią związku ze starszą kobietą.
W pierwszym tygodniu od premiery, These Streets z liczbą ponad 35 tys. sprzedanych egzemplarzy dotarł do 3. miejsca na liście najchętniej kupowanych płyt w Wielkiej Brytanii. Program pierwszy radia BBC ogłosił krążek albumem tygodnia. Sprzedaż płyty zwiększyła się o 43% po nieoczekiwanym wydarzeniu przy okazji promocji wydawnictwa, gdy w trakcie koncertu dla brytyjskiego radia w sylwestra 2006, nietrzeźwy Nutini nie był w stanie zaśpiewać wyraźnie piosenki Jenny Don't Be Hasty. W trakcie nagrania na żywo zapomniał refrenu, a następnie spadł ze sceny.
Nutini o swoim albumie:

To jakby pamiętnik z moich 3 ostatnich lat spędzonych w Londynie. Znajdziemy tam romantyczne kawałki, np. o starszej dziewczynie. Ona miała 23 lata, ja jej powiedziałem, że mam 22 – i uwierzyła mi. Faktycznie miałem wtedy 18 lat. (...) Lubię myśleć, że ludzie słuchający mojej muzyki myślą, że jest wartościowa.

## Dyskografia

### Albumy studyjne
- These Streets - 2006
- These Streets / Festival Edition - 2008
- Sunny Side Up - 2009
- Caustic Love - 2014

### Single
- Last Request 2006
- Jenny Don't Be Hasty 2006
- Rewind 2006
- New Shoes 2007
- Candy 2009
- Coming Up Easy 2009
- Scream (Funk My Life Up) 2014